# Alkmaar Zaanstreek 2013-2014
Questa voce raccoglie le informazioni riguardanti l'Alkmaar Zaanstreek nelle competizioni ufficiali della stagione 2013-2014.

## Maglie e sponsor
Lo sponsor tecnico per la stagione 2013-2014 fu Macron, mentre lo sponsor ufficiale fu AFAS Software. La divisa casalinga era composta da una maglietta rossa con maniche bianche, pantaloncini e calzettoni bianchi. Quella da trasferta era invece completamente blu scuro, con rifiniture celesti. La terza divisa prevedeva una maglietta celeste con rifiniture blu scuro, pantaloncini bianchi e calzettoni celesti.
| Casa | Trasferta | Terza divisa |

## Rosa
| N. |                        | Ruolo | Calciatore              |
| -- | ---------------------- | ----- | ----------------------- |
| 1  | Costa Rica (bandiera)  | P     | Esteban Alvarado        |
| 2  | Svezia (bandiera)      | D     | Mattias Johansson       |
| 3  | Paesi Bassi (bandiera) | D     | Dirk Marcellis          |
| 4  | Paesi Bassi (bandiera) | D     | Nick Viergever          |
| 5  | Paesi Bassi (bandiera) | D     | Donny Gorter            |
| 6  | Paesi Bassi (bandiera) | D     | Etiënne Reijnen         |
| 7  | Islanda (bandiera)     | A     | Jóhann Berg Guðmundsson |
| 8  | Serbia (bandiera)      | C     | Nemanja Gudelj          |
| 10 | Camerun (bandiera)     | C     | Willie Overtoom         |
| 11 | Belgio (bandiera)      | C     | Maarten Martens         |
| 12 | Svezia (bandiera)      | C     | Viktor Elm              |
| 15 | Danimarca (bandiera)   | D     | Simon Poulsen           |
| 16 | Belgio (bandiera)      | P     | Yves De Winter          |
| 19 | Norvegia (bandiera)    | C     | Markus Henriksen        |
| 20 | Stati Uniti (bandiera) | A     | Aron Jóhannsson         |

| N. |                        | Ruolo | Calciatore         |
| -- | ---------------------- | ----- | ------------------ |
| 21 | Paesi Bassi (bandiera) | P     | Erik Heijblok      |
| 22 | Paesi Bassi (bandiera) | A     | Steven Berghuis    |
| 23 | Paesi Bassi (bandiera) | A     | Roy Beerens        |
| 24 | Paesi Bassi (bandiera) | D     | Jeffrey Gouweleeuw |
| 26 | Paraguay (bandiera)    | C     | Celso Ortiz        |
| 28 | Finlandia (bandiera)   | D     | Thomas Lam         |
| 29 | Belgio (bandiera)      | D     | Jan Wuytens        |
| 30 | Paesi Bassi (bandiera) | D     | Ridgeciano Haps    |
| 31 | Paesi Bassi (bandiera) | A     | Joris van Overeem  |
| 33 | Paesi Bassi (bandiera) | C     | Thom Haye          |
| 34 | Paesi Bassi (bandiera) | D     | Wesley Hoedt       |
| 36 | Paesi Bassi (bandiera) | C     | Dabney dos Santos  |
| 37 | Paesi Bassi (bandiera) | P     | Hobie Verhulst     |
| 40 | Paesi Bassi (bandiera) | A     | Fernando Lewis     |
| 44 | Svezia (bandiera)      | A     | Denni Avdić        |

## Calciomercato

### Sessione estiva(dal 01/07 al 02/09)
| Arrivi           | Arrivi             | Arrivi          | Arrivi        |
| R.               | Nome               | da              | Modalità      |
| ---------------- | ------------------ | --------------- | ------------- |
| D                | Jeffrey Gouweleeuw | Heerenveen      | definitivo    |
| D                | Jan Wuytens        |                 | svincolato    |
| C                | Nemanja Gudelj     | NAC Breda       | definitivo    |
| A                | Denni Avdić        | Werder Brema    | definitivo    |
| A                | Eli Babalj         | Melbourne Heart | definitivo    |
| Altre operazioni |                    |                 |               |
| R.               | Nome               | da              | Modalità      |
| C                | Ruud Boymans       | N.E.C.          | fine prestito |
| C                | Erik Falkenburg    | N.E.C.          | fine prestito |

| Partenze | Partenze          | Partenze        | Partenze   |
| R.       | Nome              | a               | Modalità   |
| -------- | ----------------- | --------------- | ---------- |
| D        | Jeffrey Ket       |                 | svincolato |
| D        | Paul Kok          | Telstar         | prestito   |
| D        | Giliano Wijnaldum |                 | svincolato |
| C        | Ruud Boymans      | Willem II       | prestito   |
| C        | Erik Falkenburg   | Go Ahead Eagles | prestito   |
| C        | Milan Hoek        |                 | svincolato |
| C        | Robert Klaasen    |                 | svincolato |
| C        | Adam Maher        | PSV             | definitivo |
| C        | Ali Messaoud      |                 | svincolato |
| A        | Jozy Altidore     | Sunderland      | definitivo |
| A        | Kevin Luckassen   |                 | svincolato |
| A        | Terell Ondaan     |                 | svincolato |
| A        | Mikhail Rosheuvel | Heracles Almelo | prestito   |

### Sessione invernale(dal 01/01 al 31/01)
| Arrivi | Arrivi        | Arrivi | Arrivi     |
| R.     | Nome          | da     | Modalità   |
| ------ | ------------- | ------ | ---------- |
| D      | Simon Poulsen |        | svincolato |

| Partenze | Partenze        | Partenze        | Partenze   |
| R.       | Nome            | a               | Modalità   |
| -------- | --------------- | --------------- | ---------- |
| D        | Ridgeciano Haps | Go Ahead Eagles | prestito   |
| C        | Maarten Martens | PAOK            | definitivo |

## Risultati

### Supercoppa d'Olanda
| Arbitro: | Liesveld (Waverveen) |

|                                |           |                                                   |
| Guðmundsson 51’ Jóhannsson 67’ | Marcatori | 69’ (aut.) Gouweleeuw 75’ Sigþórsson 103’ de Jong |

### Eredivisie

#### Girone di andata
| Arbitro: | van Boekel (Vierlingsbeek) |

|                                                             |           |                                     |
| Finnbogason 22’ (rig.), 54’ van Anholt 56’ van La Parra 90’ | Marcatori | 50’ Johansson 88’ (rig.) Jóhannsson |

| Arbitro: | Nijhuis (Enschede) |

|                                           |           |                         |
| Beerens 45’ Jóhannsson 66’ (rig.) Elm 74’ | Marcatori | 21’ Eriksen 59’ de Jong |

| Arbitro: | Makkelie (Dordrecht) |

|              |           |                           |
| Beauguel 83’ | Marcatori | 4’ Jóhannsson 84’ Martens |

| Arbitro: | van Sichem (Almere) |

|                    |           |  |
| De Ridder 54’, 66’ | Marcatori |  |

| Arbitro: | Liesveld (Waverveen) |

|               |           |          |
| Johansson 42’ | Marcatori | 82’ Reis |

| Arbitro: | Braamhaar (Rijssen-Holten) |

|                                            |           |  |
| Jóhannsson 31’ (rig.) Elm 90’ Berghuis 90’ | Marcatori |  |

| Arbitro: | Gözübüyük (Haarlem) |

|                                 |           |  |
| Verbeek 50’ Poepon 74’ Hooi 90’ | Marcatori |  |

| Arbitro: | Kuipers (Oldenzaal) |

|                              |           |           |
| Viergever 21’ Jóhannsson 57’ | Marcatori | 35’ Depay |

| Arbitro: | Nijhuis (Enschede) |

|                                   |           |                 |
| Viergever 52’ (aut.) Živković 71’ | Marcatori | 58’ Guðmundsson |

| Arbitro: | Kamphuis (Groninga) |

|                                 |           |           |
| Beerens 35’ Jóhannsson 43’, 68’ | Marcatori | 6’ Hemmen |

| Arbitro: | Janssen (Meijel) |

|  |           |                                  |
|  | Marcatori | 37’ (aut.) Broerse 53’ Viergever |

| Arbitro: | Kuipers (Oldenzaal) |

|                            |           |  |
| Gudelj 42’ Guðmundsson 65’ | Marcatori |  |

| Arbitro: | Nijhuis (Enschede) |

|                         |           |                            |
| te Vrede 48’ Immers 51’ | Marcatori | 17’, 57’ (rig.) Jóhannsson |

| Arbitro: | Wiedemeijer (Boxmeer) |

|                              |           |                        |
| Johansson 25’ Jóhannsson 39’ | Marcatori | 29’ Pluim 90’ Shkurtaj |

| Arbitro: | van Boekel (Vierlingsbeek) |

|                                  |           |             |
| Vermijl 17’ Jahanbakhsh 53’, 72’ | Marcatori | 25’ Beerens |

| Arbitro: | Vink (Noordwijkerhout) |

|            |           |                  |
| Beerens 3’ | Marcatori | 39’, 90’ Mokhtar |

| Arbitro: | Gözübüyük (Haarlem) |

|                         |           |  |
| Linssen 12’ Tannane 90’ | Marcatori |  |

#### Girone di ritorno
| Arbitro: | Blom (Alphen aan den Rijn) |

|                |           |                                                              |
| Jóhannsson 40’ | Marcatori | 12’ Başaçikoğlu 21’, 73’ Ziyech 45’ Slagveer 69’ Finnbogason |

| Arbitro: | Braamhaar (Enter) |

|                                  |           |  |
| Berghuis 23’, 69’ Jóhannsson 45’ | Marcatori |  |

| Arbitro: | van Boekel (Vierlingsbeek) |

|            |           |  |
| Willems 3’ | Marcatori |  |

| Arbitro: | Blom (Alphen aan den Rijn) |

|                |           |  |
| Gudelj 3’, 17’ | Marcatori |  |

| Arbitro: | Wiedemeijer (Boxmeer) |

|  |           |                                       |
|  | Marcatori | 20’ (aut.) van Aanholt 42’ Jóhannsson |

| Arbitro: | Makkelie (Dordrecht) |

|                         |           |             |
| Schmidt 35’ Antonia 86’ | Marcatori | 90’ Beerens |

| Arbitro: | Higler (Amersfoort) |

|                |           |               |
| Jóhannsson 21’ | Marcatori | 55’ Toornstra |

### KNVB beker
| Arbitro: | van Boekel (Vierlingsbeek) |

|                                        |           |            |
| Jóhannsson 5’, 91’, 105’ Berghuis 119’ | Marcatori | 8’ Voskamp |

| Arbitro: | Liesveld (Waverveen) |

|                                                                      |           |  |
| Avdić 4’, 33’ Haps 23’ Gouweleeuw 30’ Lewis 46’, 56’ van Overeem 88’ | Marcatori |  |

| Arbitro: | Makkelie (Dordrecht) |

|                                                                      |                      |                                                                             |
| Jóhannsson 19’, 105’                                                 | Marcatori            | 9’, 103’ Ziyech                                                             |
| Jóhannsson Ortiz Beerens Gorter Gudelj Berghuis Viergever Gouweleeuw | Tiri di rigore 7 – 6 | de Roon Finnbogason Ziyech van Anholt Başaçikoğlu Zomer Kruiswijk Wildschut |

| Arbitro: | Gözübüyük (Haarlem) |

|  |           |                                   |
|  | Marcatori | 32’ (aut.) Biemans 59’ Jóhannsson |

### Europa League
| Arbitro: | Fernández |

|                         |           |                                     |
| Papadopoulos 76’ (rig.) | Marcatori | 51’, 90’ Guðmundsson 73’ Jóhannsson |

| Arbitro: | Gautier |

|  |           |                                  |
|  | Marcatori | 53’ Papadopoulos 75’ Karagkounīs |

| Arbitro: | Schörgenhofer |

|  |           |                 |
|  | Marcatori | 70’ Guðmundsson |

| Arbitro: | Banti |

|                |           |                 |
| Gouweleeuw 82’ | Marcatori | 90’ Salpingidis |

| Arbitro: | Aranovskiy |

|                |           |                 |
| Fïnonçenko 11’ | Marcatori | 26’ Guðmundsson |

| Arbitro: | Hansson |

|           |           |  |
| Ortiz 55’ | Marcatori |  |

| Arbitro: | Aljaksej Kul'bakoŭ |

|                            |           |  |
| Gudelj 37’ Guðmundsson 90’ | Marcatori |  |

| Arbitro: | Oliver |

|                               |           |                           |
| Lucas 37’ (rig.) Pozoglou 90’ | Marcatori | 31’ Lam 71’ (rig.) Gorter |